# Jangsando
Jangsando är en ö i Sydkorea.   Den ligger i provinsen Södra Jeolla, i den sydvästra delen av landet, 300 km söder om huvudstaden Seoul. Arean är 25,2 kvadratkilometer.
Terrängen på Jangsando är platt. Öns högsta punkt är 189 meter över havet. Den sträcker sig 6,7 kilometer i nord-sydlig riktning, och 8,1 kilometer i öst-västlig riktning.